# Peugeot Elyseo
Peugeot Elyseo – duży miejski skuter.

## Opis
Jego największą zaletą jest przede wszystkim komfort oraz praktyczność. Wysoki komfort zawdzięcza dużemu, wygodnemu siedzeniu, wysoko umieszczonej kierownicy oraz owiewce. Dzięki bardzo pojemnemu schowkowi pod siedzeniem, który może pomieścić dwa kaski, hakowi oraz schowkowi pod kierownicą skuter ten bardzo praktyczny w miejskiej eksploatacji. Duży zbiornik paliwa umożliwia dłuższą jazdę bez tankowania. Kolejną zaletą jest łatwość prowadzenia i skutecznie działające zawieszenie. Ze względu na wysoką cenę najszerszą grupą odbiorców stanowiły osoby dorosłe.
W połowie roku 2001 w skuterze dokonano liftingu. Zmiany objęły:
- zmianę koloru kloszy kierunkowskazów (białe zamiast pomarańczowych)
- zmianę kolorów nadwozia
- zmianę tarcz licznika (białe tarcze zamiast granatowych, zmiana czcionki)
- zmianę emblematów marki Peugeot
- re-stylizację napisu "Elyseo"

Peugeot Elyseo został seryjnie wyposażony w moduł zapłonowy z immobilizerem. Migająca dioda LED odstrasza złodziei. Po 48 godzinach od wyłączenia zapłonu dioda przestaje migać, chroniąc akumulator przed rozładowaniem. Moduł ten jednak często przysparza kłopotów właścicielom, a najbardziej w przypadku pojazdów z drugiej ręki przy braku czerwonego klucza (tzw. klucza "matki"). Moduł zapłonowy typu ACI 100 korzysta z systemu DC-CDI, w przypadku usterki wymiana jest bardzo droga, a zastąpienie go innym trudne do zrealizowania.

## Silnik
Stosowano dwa silniki dwusuwowe chłodzone powietrzem o pojemności 50 i 100 cm3 oraz dwa silniki czterosuwowe chłodzone cieczą o pojemności 125 i 150 cm3. Wszystkie silniki są zasilane gaźnikiem oraz wyposażone w automatyczną przekładnię bezstopniową typu CVT

## Elyseo 50
- Pojemność skokowa: 49,13 cm3
- Średnica i skok tłoka: 49 mm x 39,1 mm
- Stopień sprężania: 9,8 : 1
- Kąt wyprzedzenia zapłonu: 13° przed GMP
- Gaźnik: Gurtner, przelot 12 mm
- Akumulator: 12V 4Ah
- Masa: 99 kg

## Elyseo 100
- Typ silnika: FB6
- Moc maksymalna: 6,4 kW (8,7 KM) przy 7000 obr./min (95/1/CEE)
- Pojemność skokowa: 100,0 cm3
- Średnica i skok tłoka: 50,6 mm x 49,7 mm
- Stopień sprężania: 11 : 1
- Kąt wyprzedzenia zapłonu: 17° przed GMP
- Świeca zapłonowa: NGK BR8ES lub EYQUEM R1000L, ostęp elektrod 0,6 mm
- Gaźnik: Dell'Orto PHVA 17.5 ES, przelot 17,5 mm
- Olej silnikowy: zalecany ESSO 2T Special lub 2T Syntetic
- Olej przekładniowy: zalecany ESSO Gear oil GX-80W90
- Akumulator: 12V 8Ah
- Masa: 113 kg

## Elyseo 125
- Typ silnika: FD1, czterosuwowy chłodzony cieczą
- Moc maksymalna: 9 kW (12,2 KM) przy 8750 obr./min
- Maksymalny moment obrotowy: 10,2 Nm przy 7500 obr./min
- Pojemność skokowa: 124,8 cm3
- Średnica i skok tłoka: 57 mm x 48,9 mm
- Stopień sprężania: 11,7 : 1
- Rozrząd: OHC, napęd łańcuchem, dwa zawory uruchamiane dźwigienkami
- Luz zaworów: 0,10 mm zawór ssący, 0,25 mm zawór wydechowy, regulacja luzu śrubą
- Świeca zapłonowa: NGK CR7E lub CR8E, ostęp elektrod 0,6 mm
- Gaźnik: Mikuni
- Olej silnikowy: zalecany ESSO 4T Special 10W40 lub Uniflo 10W40, 1,1 l z wymianą filtra, 1,0 bez wymiany filtra
- Olej przekładniowy: zalecany ESSO Gear oil GX-80W90, 0,12 l

## Elyseo 150
- Typ silnika: czterosuwowy chłodzony cieczą
- Moc maksymalna: 11 kW (13,6 KM) przy 8500 obr./min
- Maksymalny moment obrotowy: 12,6 Nm przy 6500 obr./min
- Pojemność skokowa: 150,5 cm3
- Średnica i skok tłoka: 57 mm x 59 mm
- Rozrząd: OHC, napęd łańcuchem, dwa zawory uruchamiane dźwigienkami
- Zawieszenie przód: widelec teleskopowy o skoku 100 mm
- Zawieszenie tył: dwa elementy resorująco - tłumiące o skoku 90 mm
- Hamulec przód: tarczowy
- Hamulec tył: tarczowy
- Ogumienie przód: 120/70-12
- Ogumienie tył: 130/70-12
- Długość: 1890 mm
- Rozstaw osi: 1495 mm
- Wysokość siodła: 820 mm
- Masa w stanie suchym: 130 kg